# Mansfield College (Oxford)
Mansfield College és un dels  colleges que constitueixen la Universitat d'Oxford. El desembre del 2014 tenia 220 estudiants de grau, 122 estudiants de postgrau i 36 visitants. A més, compta amb 47 professors.

## Història

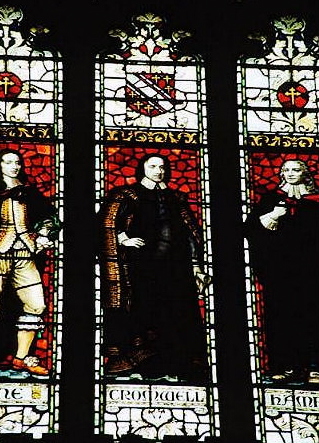
Vitrall de la capella, d'esquerra a dreta Sir Henry Vane, Oliver Cromwell i John Hampden

El college fou fundat el 1838 com a Spring Hill College a Birmingham, essent un college per a estudiants incomformistes. Al segle xix, tot i que per llei els estudiants de totes les confessions tenien dret a anar a la universitat, no podien graduar-se si no acceptaven l'Església d'Anglaterra.
El 1871, la Universities Tests Act va abolir tots els exàmens de religió pels graus no relacionats amb la teologia a les universitats d'Oxford, Cambridge, Londres i Durham. D'aquesta manera, es permetia l'accés a les principals institucions educatives britàniques a tots els incomformistes.
El primer ministre que va permetre aquestes reformes, William Ewart Gladstone, va suggerir la creació d'un college incomformista a Oxford però no fou fins al 1886 que Spring Hill College es va traslladar a Oxford i va passar a anomenar-se Mansfield College en homenatge als seus mecenes George i Elizabeth Mansfield. Els edificis victorians que conformen el college foren dissenyats per Basil Champneys i es varen completar el 1889. D'aquesta manera Mansfield es convertí en el primer college incomformista d'Oxford. Inicialment el college només acceptava homes com a estudiants, fins que el 1913 es va admetre la primera dona. No fou fins al 1955 que el college es convertí en un Permanent Private Hall i fins al 1995 que se li concedí el títol de college.
Des que el college es va integrar a l'estructura de la universitat el 1955, els seus aspectes incomformistes han anat disminuint gradualment. Tot i això, el llegat incomformista de la institució encara és present a la capella. Es tracta d'un espai no consagrat i conté una selecció única de vitralls i escultures que representen els líders del moviments incomformistes més importants com Oliver Cromwell, Sir Henry Vane i William Penn entre d'altres. Encara se celebren oficis a la capella segons la tradició incomformista. Tot i això, l'afluència als oficis de la capella ha disminuït amb els anys i el cos d'estudiants ja no reflecteix els orígens incomformistes del college.

## Galeria d'imatges

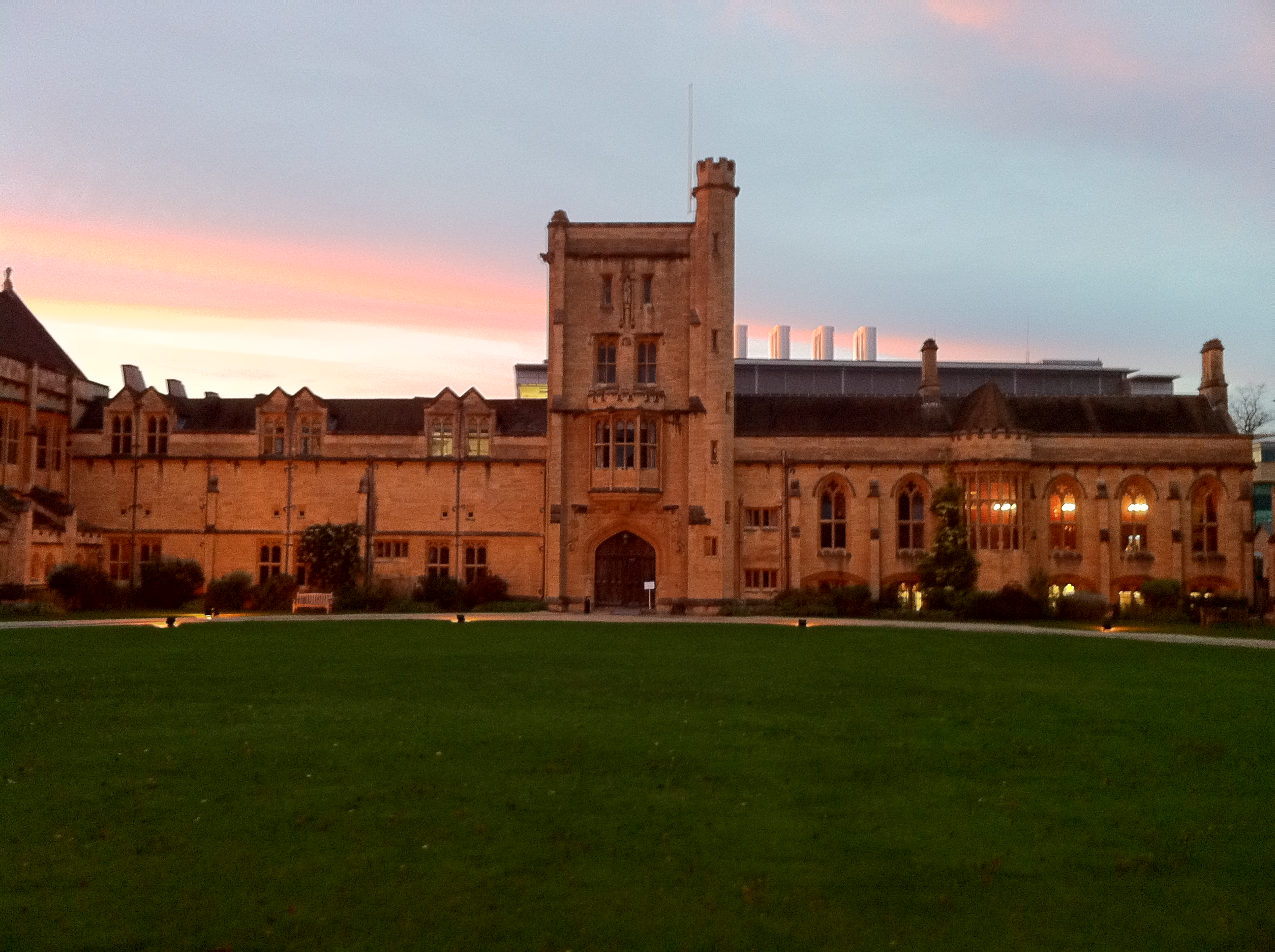
Edifici principal
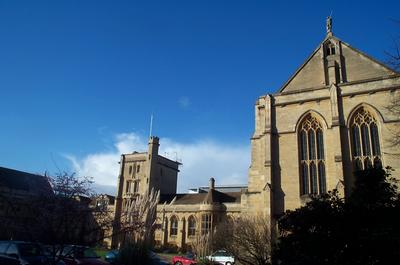
Exterior de la capella
Interior de la capella